# Sorry for Partyin'
Sorry for Partyin' je desáté album skupiny Bowling for Soup, vydané 12. října 2009. Je to šesté a zároveň poslední album ve spolupráci s Jive Records. V Top 200 časopisu Billboard obsadilo 104. příčku.

## Historie
Na albu se začalo pracovat už v lednu 2009 v Texaském Austinu. Bowling for Soup spolupracovali s lidmi jako Linus of Hollywood, Scott Reynolds, Tony Scalzo, Parry Gripp či Kim Shattuck. Již v březnu měli nahráno 18 písní, poté se přesunuli do domovského města, aby nahráli zbývající B-side singly.

## Seznam nahrávek
| Pořadí | Název                              | Autor                             | Délka |
| ------ | ---------------------------------- | --------------------------------- | ----- |
| 1.     | A Really Cool Dance Song           | Jaret Reddick, Linus of Hollywood | 3:45  |
| 2.     | No Hablo Ingles                    | Reddick, Linus                    | 3:30  |
| 3.     | My Wena                            | Reddick, Linus                    | 2:50  |
| 4.     | Only Young                         | Reddick, Sam Hollander, Dave Katz | 3:46  |
| 5.     | I Don't Wish You Were Dead Anymore | Reddick, Tony Scalzo              | 2:46  |
| 6.     | BFFF                               | Reddick, Zac Maloy                | 3:52  |
| 7.     | Me With No You                     | Reddick                           | 3:44  |
| 8.     | Hooray For Beer                    | Reddick, Linus                    | 3:27  |
| 9.     | America                            | Reddick                           | 3:26  |
| 10.    | If Only                            | Reddick                           | 3:39  |
| 11.    | I Gotchoo                          | Reddick, Linus                    | 3:44  |
| 12.    | Love Goes Boom                     | Reddick                           | 4:09  |
| 13.    | I Can't Stand LA                   | Reddick, Maloy                    | 3:50  |
| 14.    | Belgium Polka                      | Reddick                           | 3:35  |
| 15.    | I Just Wanna Be Loved              | Reddick                           | 4:21  |
| 16.    | Choke                              | Reddick                           | 4:13  |
| 17.    | Everything To Me                   | Reddick                           | 3:53  |
| 18.    | Amateur Night                      | Reddick                           | 3:51  |
| 19.    | Reality                            | Reddick                           | 3:31  |
| 20.    | Walk Of Shame                      | Reddick                           | 3:56  |

- Čísla 1 - 14 v původním vydání.
- V US Deluxe vydání navíc čísla 15-17, 19
- V UK vydání navíc čísla 15, 18 a 20

## Singly: My Wena EP a No Hablo Inglés
Podle Jareta Reddicka měly být největší hity jako "No Hablo Ingles" nebo "My Wena" uvolněny do rádia již v lednu 2010. K uvolnění však nedošlo, protože Bowling for Soup rozvázali svojí spolupráci s Jive Records jen chvíli po vydání desátého alba.

### My Wena
Singl "My Wena" byl poprvé uveden 5. května 2009 v Terry a Lex show. 21. června bylo vydané první video k hitu. 7. srpna 2009 pak skupina vydala EP s "My Wena", přidala do něj dvě B-side písničky k Sorry for Partyin' "I'll Allways Remember You (That Way)" a "Goodbye Friend".

#### My Wena EP
| Pořadí | Název                               | Autor                             | Délka |
| ------ | ----------------------------------- | --------------------------------- | ----- |
| 1.     | My Wena                             | Jaret Reddick, Linus of Hollywood | 2:49  |
| 2.     | I'll Always Remember You (That Way) | Reddick, Kim Shattuck             | 3:40  |
| 3.     | Goodbye Friend                      | Reddick                           | 3:51  |

### No Hablo Inglés
Skladba „No Hablo Inglés“ se poprvé představila členům BFS Army, stránka tvrdí, že je to první singl.
Videoklip pro tuto skladbu je parodií na As seen on TV. Ve videu stojí Reddick před publikem v televizním studiu a představuje motivačního řečníka, který představuje své spolehlivé řešení jakéhokoli problému prostě tím, že řekne „No hablo inglés“ (španělsky „Nemluvím anglicky“) a problém zmizí. Video představuje telefonní číslo, které je číslem na fanouškovskou linku Bowling for Soup, a adresu na soukromou poštovní schránku UPS Store ve Flower Mound v Texasu, na jihu Dentonu.

## Historie vydání
| Země               | Datum          |
| ------------------ | -------------- |
| Spojené království | 12. říjen 2009 |
| Spojené státy      | 13. říjen 2009 |
| Japonsko           | 14. říjen 2009 |

## Osoby
- Jaret Reddick - zpěv, kytara
- Erik Chandler - basová kytara, zpěv
- Chris Burney - kytara, zpěv
- Gary Wiseman - bicí